# Fotogramas de Plata a la millor activitat musical
Els Fotogramas de Plata són uns premis que lliura anualment la revista espanyola de cinema Fotogramas.
Entre 1970 i 1981, els premis van atorgar un premi a la millor activitat musical, destacant la producció discogràfica i la repercussió pública de cada artista guardonat.

## Guardonats
Aquesta és una llista amb els premiats en la categoria de millor activitat musical.
| Any  | Artista             |
| ---- | ------------------- |
| 1970 | Joan Manuel Serrat  |
| 1971 | Mari Trini          |
| 1972 | Joan Manuel Serrat  |
| 1973 | Toti Soler          |
| 1974 | Paco de Lucía       |
| 1975 | Lluís Llach         |
| 1976 | Lole y Manuel       |
| 1977 | Maria del Mar Bonet |
| 1978 | Marina Rossell      |
| 1979 | Ana Belén           |
| 1980 | Miguel Ríos         |
| 1981 | Javier Gurruchaga   |